# Condado de Shelby (Missouri)
O Condado de Shelby é um dos 114 condados do estado americano de Missouri. A sede do condado é Shelbyville, e sua maior cidade é Shelbyville. O condado possui uma área de 1 301 km² (dos quais 4 km² estão cobertos por água), uma população de 6,799 habitantes, e uma densidade populacional de 5 hab/km² (segundo o censo nacional de 2000). O condado foi fundado em 1835.